# IC 5060
IC 5060 ist eine Spiralgalaxie vom Hubble-Typ Sc im Sternbild Pfau am Südsternhimmel. Sie ist schätzungsweise 186 Millionen Lichtjahre von der Milchstraße entfernt und hat einen Durchmesser von etwa 60.000 Lichtjahren.

Im selben Himmelsareal befinden sich u. a. die Galaxien IC 5048, IC 5051, IC 5053, IC 5054.
Das Objekt wurde am 26. September 1900 von DeLisle Stewart entdeckt.